# Prisoner of Love (álbum de James Brown)
Prisoner of Love é o sétimo álbum de estúdio do músico americano James Brown. O álbum foi lançado em setembro de 1963 pela King Records.

## Faixas
| N.º | Título                        | Duração |  |
| 1.  | "Prisoner of Love"            | 2:21    |  |
| 2.  | "Waiting In Vain"             | 2:44    |  |
| 3.  | "Again"                       | 2:32    |  |
| 4.  | "Lost Someone"                | 3:22    |  |
| 5.  | "Bewildered"                  | 2:26    |  |
| 6.  | "So Long"                     | 2:45    |  |
| 7.  | "Signed Sealed and Delivered" | 2:41    |  |
| 8.  | "Try Me"                      | 2:32    |  |
| 9.  | "(Can You) Feel It, Pt. 1"    | 2:54    |  |
| 10. | "How Long Darling"            | 2:53    |  |
| 11. | "The Thing In "G""            | 6:07    |  |